# 布努赫
36°30′00″N 3°56′00″E / 36.5000°N 3.9333°E

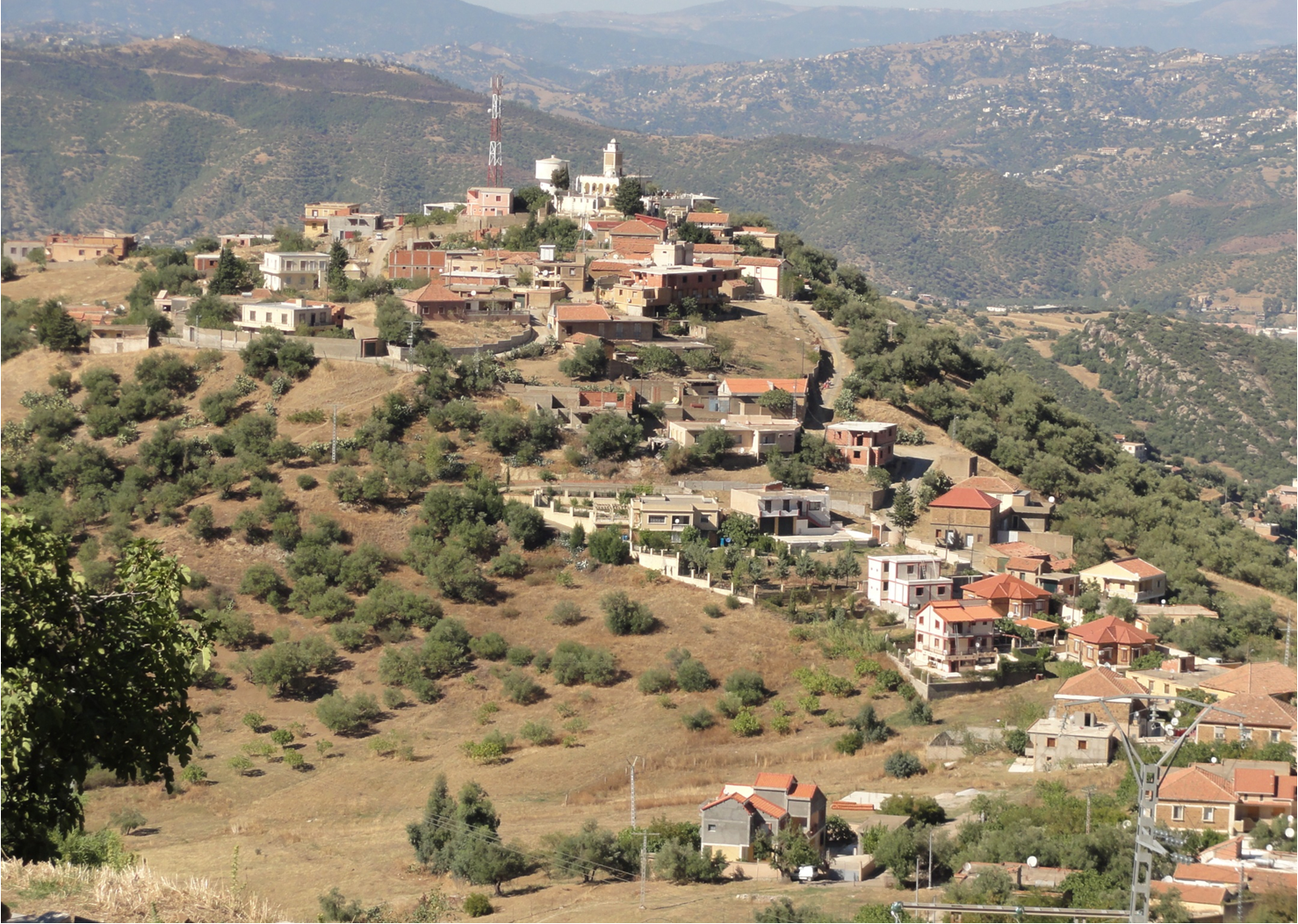
布努赫

布努赫（阿拉伯语：‎），是阿爾及利亞的城鎮，位於該國北部提濟烏祖省，由博格尼區負責管轄，面積27平方公里，2008年人口9,731，人口密度每平方公里361人。